# Sorso
Sorso är en ort och kommun i provinsen Sassari i regionen Sardinien i Italien. Kommunen hade 14 826 invånare (2017).